# 17955 Sedransk
17955 Sedransk este un asteroid din centura principală de asteroizi.

## Descriere
17955 Sedransk este un asteroid din centura principală de asteroizi. A fost descoperit pe 10 mai 1999 la Socorro, New Mexico, în cadrul proiectului LINEAR. Asteroidul prezintă o orbită caracterizată de o semiaxă mare de 2,66 ua, o excentricitate de 0,05 și o înclinație de 2,2° în raport cu ecliptica.